# Alexandre Marnier-Lapostolle
Alexandre Marnier-Lapostolle fue el creador del Grand Marnier, que es un licor de coñac y esencia de naranja amarga, creado en el año 1880. Él aprendió a destilar por su padre, quien era un vendedor de vinos y bebidas espirituosas que se casó con la nieta de Jean-Baptiste Lapostolle, heredando su destilería en Neauphle-le-Chateau (Yvelines), localidad cercana a París.
- Datos: Q4720873